# MacMillan Provincial Park
Cathedral Grove ist der Name, unter dem der MacMillan Provincial Park auf Vancouver Island auch bekannt ist. Der nunmehr 301 ha umfassende Park ist besonders leicht zu erreichen, denn er liegt 16 km östlich von Port Alberni am Highway 4. Der Park liegt im Regional District of Nanaimo.
Der Park ist durch seine bis zu 800 Jahre alten Bestände an Douglasien bekannt. Die größten Bäume können einen Umfang von neun Metern aufweisen. Das Betreten des Parks ist bei starkem Wind äußerst gefährlich, auch verträgt das kleine Gebiet nur eine begrenzte Zahl von Besuchern, die dringend gebeten werden, die Wege nicht zu verlassen.

## Anlage
Der Park liegt im Zentrum von Vancouver Island, am Ende des Cameron Lake. Der Park grenzt im Nordosten an den Little Qualicum Falls Provincial Park. Der Cameron River bildet dabei etwa die Grenze zwischen den beiden Parks. Zusätzlich zum Fluss wird der Park auch noch in einer langen Kurve durch den Highway 4 in zwei Hälften durchschnitten. In der südlich des Highways gelegenen Hälfte des Parks findet sich dann das Waldstück, das allgemein als Cathedral Grove bezeichnet wird.
Bei dem Park handelt es sich um ein Schutzgebiet der Kategorie III (Naturdenkmal).

## Geschichte
Der Park wurde im Jahr 1947 eingerichtet. Er umfasste bis 2007 eine Fläche von 157 ha, wurde aber seither um weitere 144 ha vergrößert.
Der Name „Cathedral Grove“ erschien erstmals in einer Korrespondenz der 1920er Jahre. Er stammt wohl vom Governor General Viscount Willingdon (April 1928). Die Stelle an der Alberni Road war schon zu dieser Zeit von hoher touristischer Bedeutung, als sie noch der Victoria Lumbering and Manufacturing Company gehörte. Die Associated Boards of Trade of Vancouver Island schickten 1929 eine Petition an die Regierung, das Gebiet für immer zu schützen. 1944 spendete H. R. MacMillan das Gebiet, und 1947 wurde es zu einem Class A provincial park erhoben. Die Tatsache, dass MacMillan Betreiber eines Holzunternehmens war, dürfte dazu beigetragen haben, dass dieser offizielle Name kaum in Gebrauch ist.
1997 verwüstete ein verheerender Sturm das Gebiet, etwa zehn Prozent der Bäume fielen ihm zum Opfer. Die Schäden wurden dadurch verstärkt, dass die umgebenden „Pufferwälder“ zunehmend abgeholzt wurden. Da die Bezirksregierung seit Dezember 2000 einen vergrößerten Parkplatz einrichten will, wozu ca. zwei Hektar mehrere Jahrzehnte alten Waldes abgeholzt werden sollen, hat sich seit 2004 eine Auseinandersetzung, vornehmlich vor Gerichten, aber auch bis hin zu Waldbesetzungen, entwickelt.
Die Vergrößerung des Parks war insofern umstritten, als er umgebende Baumbestände, die den Charakter eines Urwalds (old growth) aufweisen, nicht einbezog. Dies erwies sich seit dem 3. Oktober 2008 möglicherweise als folgenreich. Der Eigentümer des umgebenden Gebiets, Island Timberlands, begann an diesem Tag, die dortigen Baumbestände – bis zu 7500 Kubikmeter, was rund 200 LKW-Ladungen entspricht – abzuholzen. Die Gesellschaft gehört der auf den Bermudas ansässigen Brookfield Infrastructure Partners, die offenbar große Eile beim Verkauf hatte. Ob das Mutterunternehmen, das diese Gesellschaft wiederum gegründet hat, Brookfield Asset Management, Zahlungsschwierigkeiten hatte, war unklar. Am 5. und 6. Oktober 2008 fanden Protestdemonstrationen statt. Island Timberlands beendete den Holzeinschlag vorläufig, wohl ohne Urwaldbäume zu fällen, begründete dies allerdings mit dem ungünstigen Markt für Holz. Mit Hilfe der bisher gefällten Bäume soll nach Angaben des Unternehmens eine Straße zum Zielgebiet gebaut werden.
Das Western Canada Wilderness Committee schlug im November 2009 der Regierung vor, einen Fonds zum Aufkauf alter Waldbestände einzurichten, um die Streitigkeiten, die in der gesamten Provinz stattfinden, endgültig zu beenden.

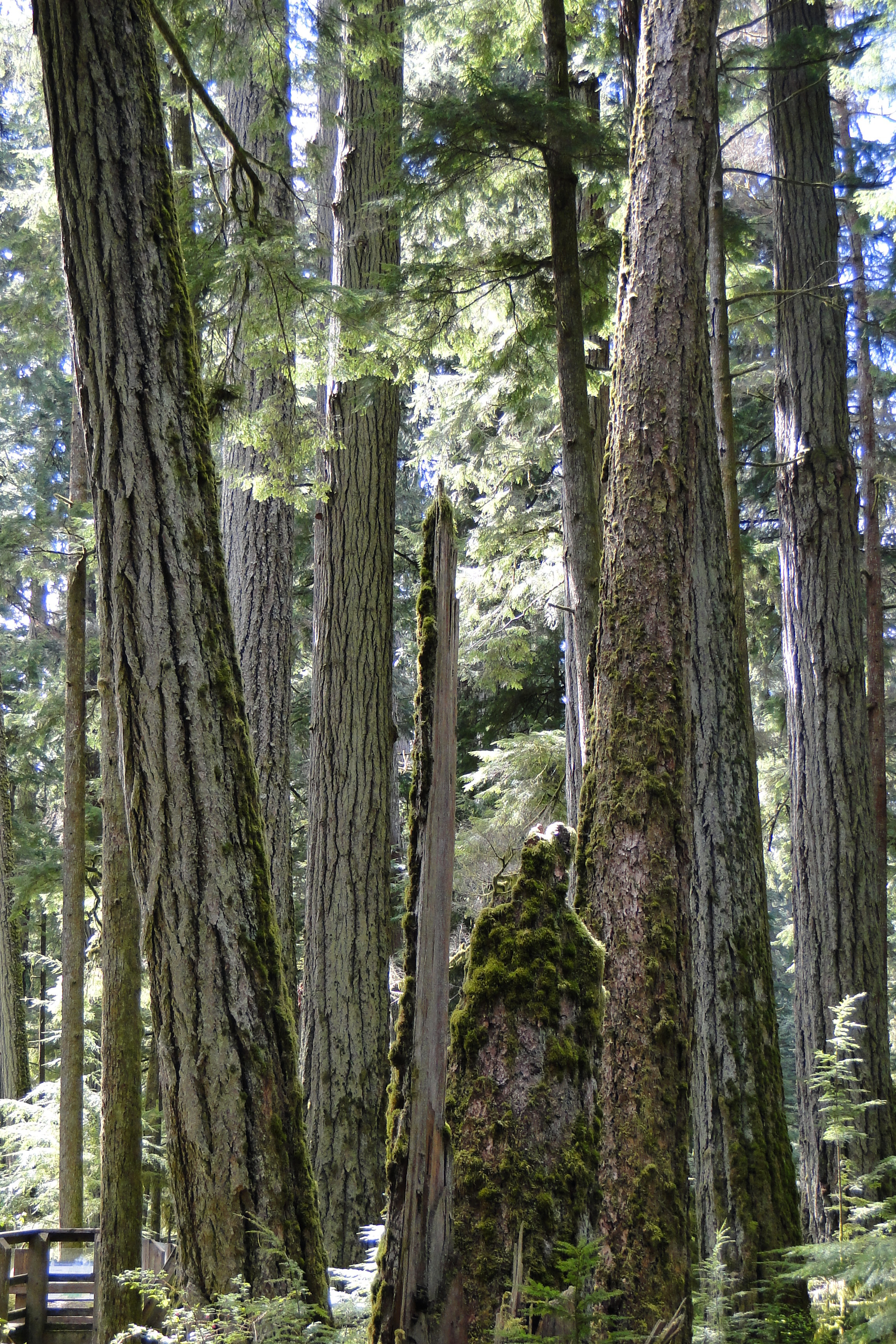
Ein Blick in den old-growth forest

## Flora und Fauna

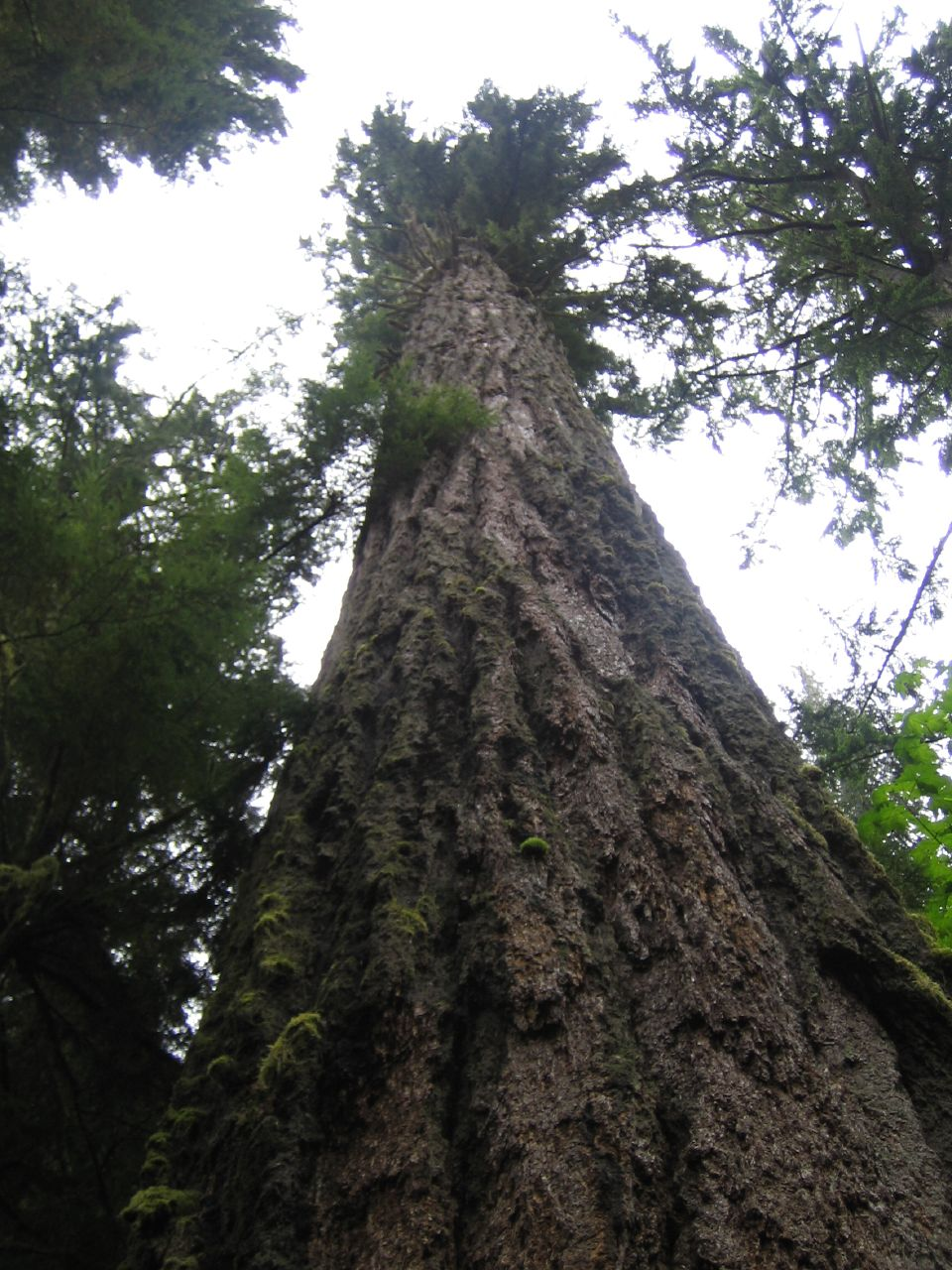
Die größte Douglasie im Park

Der Park liegt im gemäßigten Regenwald und innerhalb des Ökosystems von British Columbia wird das Parkgebiet grundsätzlich der Coastal Douglas-fir Zone zugeordnet. Gelegentlich wird das Ökosystem des Parks einfach auch nur als old-growth Douglas-fir forest bezeichnet. Dabei zeichnet sich dieses dann dadurch aus, das die Bäume dort eine Höhe von mindestens 30 Metern erreichen müssen und mindestens 150 Jahre alt sein müssen. Der Name bezeichnet dann auch gleich die Hauptart an Bäumen in diesem Wald, deren größter Vertreter etwa 70 m hoch ist; eine Douglasie erreicht über 90 m. Größere Bestände dieser Old-growth forests finden sich zum Beispiel auch im Garibaldi Provincial Park (~19.000 ha), Strathcona Provincial Park (~48.000 ha) oder Gwaii-Haanas-Nationalpark (~65.000 ha).
Den Hauptanteil an Bäumen im Wald stellen Douglasie, Küsten-Tanne, Westamerikanische Hemlocktanne sowie Riesen-Lebensbaum. Da der Baumbestand hier noch relativ alt ist, sind die meisten Bäume mit epiphytischen Flechten und Moose überzogen. Den in weiten Teilen der Provinz verbreiteten Pazifischen Blüten-Hartriegel, die Wappenpflanze von British Columbia, findet man auch hier.

## Aktivitäten
Der Park bietet weder Stellplätze für Wohnmobile und Zelte noch verfügt über Picknickplätze. An touristischer Infrastruktur ist nur eine sehr einfache Sanitäranlage vorhanden. Auf Grund dieser Infrastruktursituation wird der Park ausschließlich von Tagesbesuchern frequentiert.
Der Park ist mit mehreren kurzen Wanderwegen gut ausgebaut. Auf Grund der großen Zahl an Besucher sind die Wege weitgehend mit einem Zaun versehen und vereinzelt auch als Stege auf hölzernen Bohlen über dem Waldboden ausgebaut.

## Belege
1. ↑  MacMillan Park in der World Database on Protected Areas (englisch)
2. ↑  Bericht im Westcoaster vom 18. April 2007: B.C. To Double Cathedral Grove’s Size.
3. ↑  Ein Urteil des Obersten Gerichtshofs von British Columbia liegt bereits seit Mai 2004 vor: . Weitere Urteile: Archivierte Kopie (Memento vom 25. Oktober 2007 im Internet Archive).
4. ↑  Wilderness News, 4. Oktober 2008.
5. ↑  So berichtete der Times-Colonist in seinem Beitrag vom 12. Oktober: Julia Caranci: Logging at Cathedral Grove stops - for now.
6. ↑  Governments urged to buy old-growth forests (Memento vom 25. November 2009 im Internet Archive), in: Times-Colonist vom 7. November 2009
7. ↑  MacMillan Provincial Park – Master Plan. (PDF; 1,8 MB) British Columbia Ministry of Environment, Lands and Parks, Juni 1992, abgerufen am 14. Dezember 2012.
8. ↑  Ecosystems of British Columbia. (PDF; 10,31 MB) British Columbia Ministry of Forests, Lands and Natural Resource Operations, Februar 1991, abgerufen am 14. Dezember 2012 (englisch).
9. ↑  David Menary: Great Trees of Canada, Blue River Press 1997, 2014, S. 18.